# Matthias Mauritz
Matthias Mauritz (Düsseldorf, 1924. november 13. – Düsseldorf, 2016. november 21.) nyugatnémet válogatott labdarúgó, csatár.

## Pályafutása
Jégkorongozóként 1940-ben német ifjúsági bajnoki címet nyert és két alkalommal szerepelt az ifjúsági válogatottban.
1947 és 1960 között a Fortuna Düsseldorf labdarúgója volt. Részt vett az 1952-es helsinki és az 1956-os melbourne-i olimpián a német csapat tagjaként. 1959-ben egy alkalommal szerepelt a nyugatnémet válogatottban.
Teniszezőként 11. volt a legjobb helyezése a német ranglistán. Egy alkalommal megnyerte az észak-rajnai teniszbajnokságot. Az aktív labdarúgás befejezése után szenior teniszezőként folytatta sportpályafutását és 21 német bajnoki címet és négy Európa-bajnoki címet nyert.

## Statisztika

### Mérkőzése a nyugatnémet válogatottban
| NSZK | NSZK            | NSZK                      | NSZK  | NSZK     | NSZK          | NSZK       | NSZK  | NSZK    |
| #    | Dátum           | Helyszín                  | Hazai | Eredmény | Vendég        | Kiírás     | Gólok | Esemény |
| ---- | --------------- | ------------------------- | ----- | -------- | ------------- | ---------- | ----- | ------- |
| 1.   | 1959. május 20. | Hamburg, Volksparkstadion | NSZK  | 1 – 1    | Lengyelország | barátságos | -     |         |
|      | Összesen        |                           |       | 1        | mérkőzés      |            | 0     | gól     |

## Bibliográfia
- Knieriem/Grüne: Spielerlexikon 1890–1963. Agon-Verlag, Kassel 2006, ISBN 3-89784-148-7
- Werner Raupp: Toni Turek - "Fußballgott". Eine Biographie. Hildesheim: Arete Verlag 2019 (ISBN 978-3-96423-008-9), p. 72-97.